# Südafrikanische Waldspitzmaus

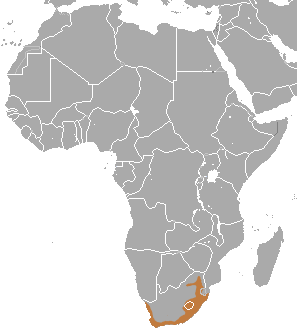
Verbreitungsgebiet der Südafrikanischen Waldspitzmaus

Die im südlichen Afrika verbreitete Südafrikanische Waldspitzmaus (Myosorex varius) ist ein Säugetier in der Familie der Spitzmäuse. Sie unterscheidet sich mit einem diploiden Chromosomensatz von 42 oder selten 40 Chromosomen (2n=40–42) von allen anderen Gattungsvertretern im Süden von Afrika. Die Erstbeschreibung erfolgte als Mitglied der Gattung Rotzahnspitzmäuse (Sorex).

## Merkmale
Diese Spitzmaus wird ohne Schwanz 76 bis 88 mm lang, die Schwanzlänge beträgt 38 bis 48 mm und Gewicht liegt bei 9,5 bis 18 g. Es kommen 14 bis 16 mm lange Hinterfüße und 6 bis 11 mm lange Ohren vor. Auf der Oberseite sind die Haare an den Wurzeln rauchgrau, in der Mitte weißlich und an den Spitzen dunkelbraun, was ein gesprenkeltes graubraunes Aussehen hervorruft. Die hellgraue Unterseite kann eine gelbe Tönung aufweisen. Der Grenze zwischen den Farbbereichen ist nicht deutlich. Wie bei vielen Spitzmäusen ist die Schnauze kegelförmig, die Augen sind klein und die Ohren sind abgerundet. Der recht kurze Schwanz ist oberseits dunkel und unterseits hell bis weiß sowie leicht behaart. Die sechs paarig angeordneten Zitzen der Weibchen liegen im Leistenbereich.

## Verbreitung
Die Südafrikanische Waldspitzmaus bewohnt einen breiten Streifen entlang Südafrikas Küste sowie Lesotho und das westliche Eswatini. Sie bewohnt das Flach- und Hügelland. Die Exemplare halten sich in der Halbwüste Karoo, in der Buschsteppe Fynbos, in Savannen und auf anderen Grasflächen sowie in trockenen oder halbfeuchten Wäldern auf. Typische Pflanzen im Gebiet sind Zuckerbüsche, Heidekräuter und Strohblumen.

## Lebensweise
Diese Spitzmaus ist generell nachtaktiv und bodenbewohnend. In der kalten Jahreszeit geht sie auch am Tage auf Nahrungssuche und sie gräbt abends mit ihren langen Krallen ein wärmendes Versteck. Die Südafrikanische Waldspitzmaus frisst vorwiegend Insekten sowie andere Wirbellose und grüne Pflanzenteile. Letztere sind vermutlich in der Fortpflanzungszeit von Bedeutung. Typische Beutetiere sind Käfer, Hautflügler, Heuschrecken und Larven von Schmetterlingen. Möglicherweise kommt Kannibalismus vor.
Die Exemplare sind zu Beginn der Paarungszeit ausgesprochen aggressiv zu Individuen des gleichen Geschlechts. Auch zu anderen Zeiten kommen Reviere von 0,08 bis 0,2 Hektar Größe vor, die mit Drüsensekret vom Kinn und mit Kot markiert werden. Zusätzlich verbreiten gestresste Tiere einen Geruch, der von Menschen über mehrere Meter gerochen werden kann. Ein fremder Artgenosse und störende Menschen hören meist ein hohes Quieken sowie ein warnendes Zischen. Eltern mit Jungtieren kommunizieren durch ein gedämpftes Zwitschern. Die Südafrikanische Waldspitzmaus putzt sich mit Vorder- und Hinterpfoten und mit der Zunge.
Die Fortpflanzung findet meist zu Regenzeiten und abhängig von der Verbreitung zu anderen Zeiten statt. Es kommen bis zu sechs Neugeborene pro Wurf vor und die größten Würfe stammen aus Regionen mit kurzer Fortpflanzungszeit. Die anfänglich blinden, nackten und unselbstständigen Jungtiere saugen sich die ersten fünf Tage an einer Zitze der Mutter fest. Vor der Geburt graben die Erwachsenen einen Bau, der mit Gras gepolstert wird. Die Nachkommen werden 20 bis 24 Tage gesäugt und sie haben zu diesem Zeitpunkt fast volle Körpergröße. Diese Spitzmaus lebt 12 bis 16 Monate in der Natur und bis zu 2,5 Jahre im Labor. Trotz ihres eindringlichen Geruchs, fällt die Art oft der Schleiereule und gelegentlich der Sumpfmanguste, dem Weißnackenwiesel oder dem Zorilla zum Opfer.

## Gefährdung
Aufgrund fehlender Bedrohungen und einer stabilen Gesamtpopulation gilt die Art laut IUCN als nicht gefährdet (least concern).